# 全日本学生围棋联盟
全日本学生围棋联盟（日语： / 英語：）是日本的学生围棋组织，创立于1957年。该联盟由北海道、东北、关东、北信越、中部、关西、中国四国、九州等八个地区的学生围棋联盟联合组成。

## 建立过程
日本最早的学生围棋组织是于1924年组建的东京大学围棋联盟。尽管该联盟在成立后一度被弱化，但很快又在1930年进行了重组。1931年，由东京大学围棋联盟发起了有6所大学参加的围棋联赛；随后以此联赛为基础而组建了关东大学围棋联盟，当时的参与学校共有8所。
受第二次世界大战影响，关东大学围棋联盟于1943年停止了活动并中断了围棋联赛。二战结束后，关东大学围棋联盟在1947年重新开始了活动并重建了围棋联赛。1952年，关西大学围棋联盟成立。
1957年，全日本学生围棋联盟成立并于同年举行了全日本学生本因坊决定战。1964年，全日本学生围棋十杰战举行，此时的参与学校已经多达100所。

## 主办赛事
- 全日本大学围棋锦标赛（1957年迄今）

- 全日本学生本因坊决定战（1957年迄今）

- 全日本学生围棋十杰战（1964年迄今）

- 全日本女子学生本因坊决定战（1966年迄今）

- 全日本学生围棋名人战（1979年迄今）

- 全日本学生围棋王座战（日语：全日本学生囲碁王座戦）（2002年迄今）

- 世界学生围棋王座战（2003年迄今）

## 历代会长
| 届 | 姓名     |
| -- | -------- |
| 1  | 津岛寿一 |
| 2  | 松尾静磨 |
| 3  | 色部义明 |
| 4  | 松田昌士 |
| 5  | 齐藤十朗 |
| 6  | 本保芳明 |

### 出典
1. 1 2 3  . 全日本学生囲碁.   [2021-04-27]. （原始内容存档于2021-04-27）.
2. ↑  . 全日本学生囲碁連盟.   [2021-04-27]. （原始内容存档于2021-04-27）.

### 文献
- 坂田荣男. . 平凡社. 1969年. ASIN B000J92G0E.

- 安永一（日语：安永一）. . 时事通信社. 1976年. ASIN B000J93F36.